# E.J. Montgomery
Efrem Reynard Montgomery Jr., detto E.J. (Fort Pierce, 12 settembre 1999), è un cestista statunitense.